# میرزا محمدکاظم مروی
میرزا محمدکاظم مروی، وزیر مرو، نویسندهٔ کتاب عالم‌آرای نادری از دیوانیان و محاسبان امور مالی دربار نادر شاه بوده‌است.
او در سال ۱۱۰۰ خورشیدی/۱۱۳۳ قمری در مرو به دنیا آمد. پدرش از قزلباشها بوده‌است و به گفتهٔ خودش نیاکانش از قاجارهای تبریز بوده‌اند که به مرو کوچ داده شده‌اند. او از دیوانیان و محاسبان امور مالی دربار نادر شاه بوده‌است و در زمان تألیف عالم‌آرای نادری، «وزیر مرو» (سرپرست امور مالی مرو) بوده‌است.
چون ابراهیم خان برادر نادر در سال ۱۱۴۰ قمری به مرو لشکر کشید و آن ناحیه را گرفت، محمدکاظم و خانواده‌اش را به مشهد برد. محمدکاظم در مشهد به تحصیل پرداخت. در این دوره ذوالفقار خان ابدالی به مشهد تاخت و ابراهیم خان را شکست داد اما بعد آن جا را رها کرد.
چند سال بعد محمدکاظم در سال ۱۱۴۹ (قمری) به تبریز رفت و به خدمت ابراهیم خان درآمد و در لشکرکشی به داغستان (۱۱۱۷ خورشیدی/۱۱۵۱ قمری) او را همراهی نمود.
با فتح هندوستان به دست نادر شاه افشار (۱۱۵۱ قمری) در هرات به حضور نادر رسید و او در لشکرکشی به ترکستان (۱۱۱۹ خورشیدی/۱۱۵۳ قمری) همراه او بود. در سال ۱۱۵۴ ق. به عنوان لشکرنویس دوباره در سرکوبی ایلات یاغی راهی ترکستان شد.
در سومین لشکرکشی نادر به خوارزم به عنوان وزیر توپخانه و جباخانه و شترخانه و قاطرخانه و قورخانه در خدمت علیقلی خان برادرزادهٔ نادرشاه بود. سرانجام بعد از مرگ نادرشاه (۱۱۲۶ خورشیدی/۱۱۶۰ قمری) عهده‌دار وزارت مرو شد.
تاریخ عالم‌آرای نادری نوشتهٔ محمدکاظم مروی است. این کتاب دربارهٔ زندگانی نادر شاه افشار و تاریخ ایران از اواخر دورهٔ صفوی تا مرگ نادر (۱۱۲۶ خورشیدی/۱۱۶۰ قمری) است. او از دیوانیان و محاسبان امور مالی دربار نادر شاه بوده‌است و بسیاری از رخدادهای آن زمان را دیده یا از افراد حاضر در صحنه شنیده‌است و از این جهت مطالب کتابش اهمیت خاصی دارد. این کتاب پس از مرگ نادرشاه نوشته شده و در سال (۱۱۳۲ خورشیدی/۱۱۶۶ قمری) تألیف آن پایان یافته‌است.
میرزا محمدکاظم از سوادی در حد عادی برخوردار بوده‌است اما در عین حال به فرهنگ و دانش عشق می‌ورزیده‌است و نگارش کتاب عالم‌آرای نادری از سوی او مؤید همین نکته‌است. در کتاب اشعاری از محمدکاظم وجود دارد که سطح پایین است.